# Кавкаски заробљеник (приповетка)
Кавкаски заробљеник (рус. Кавка́зский пле́нник) је приповетка Лава Толстоја о дешавању руског војника који је пао у чеченско заробљеништво. Донекле то је и биографија самог аутора, који је 1850-их служио војску на Кавказу и 23. јуна 1853. записао у дневник да је једва избегао да падне у чеченско заробљеништво, заједно са својим чеченским другаром Сабом али су успели да се приближе тврђави Грозни , одакле их је спасила козачка посада. Новела је написана за школску књигу „Азбука” а прво издање је било 1872. у литерарном магазину „Зарја”. Новела је преведена на више језика и популарна у школском програму.
Истоимена је и књига (поеми) Александра Пушкина, која је изашла 1822. године.

## Сажетак
Радња се одвија током Кавкаског рата. Официр Иван Жилин служи на Кавказу. Његова мајка шаље писмо у којем тражи да је посети, а Жилин напушта тврђаву заједно са конвојем. Конвој се креће полако, а Жилин са другим руским официром Костилином, одлучују да крену напред сами. Затим наилазе на неколико коњаника „Татара“ (муслиманских горштака) . Када Костилин угледа Татаре, побегне, остављајући Жилина самог, док они упуцају коња официра Жилина и одводе га у заробљенике. Жилин је доведен у планинско село, где је продат Абдул-Мурату. Испоставило да је исти власник има и Костилина, којег су Татари такође ухватили. Абдул тера заробљенике да напишу писма кући, да би били откупљени. Жилин на писму наводи погрешну адресу, схватајући да његова мајка нема довољно пара и да че пробати побећи.
Жилин и Костилин су смештени у колибу, по дану ноге су им везане дрвеним кладама. Жилин у то време прави лутке, привлачећи локалну децу тако и Абдулову 13-годишњу ћерку Дину, којој су се лутке допале, па је Жилину заузврат донела храну и сваки дан носила млеко. Абдул-Мурат је имао руске часове који нису радили тачно, па се Жилин јави да че му часове исправити. Сељаци су установили да је реч о мајстору, након чега га често моле за помоћ, и пустули га да шета сарајем.  Тако је шетајући аулом   тражио пут за побег. Током ноћи копа излаз. Дина му понекад донесе колаче или комаде јагњетине. Када Жилин примети да су становници села узнемирени због погибије једног од њихових сусељана, који је погинуо у борби против Руса, схвати да лако могу да истресу бес над њима. Тада одлучује да побегне. Он и Костилин ноћу пузе кроз тунел и покушавају да дођу до шуме, а одатле до тврђаве. Због тромости гојазног Костилина немају времена да стигну далеко; Татари их примећују и враћају назад. Сада их стављају у дубоку јаму и не стално везани на дрвене кладе. Паре од родбине нису стигле и трећи дан Дина јави Жилину да су им животи у опасности и да селани траже од Абдул-Мурата да их убије јер су у опасности због руске потере. Жилин ноћу замоли Дину да му донесе дугачак штап, којим он испузи из јаме. Дини, која му је и јавила када је време за бег, се захвали са речима „никад те нећу заборавити”.  Костилин болестан и млохав остаје у јами. Жилин покушава да обори браву са кладе, али не може то да уради, упркос Дининој помоћи. Пробијајући се (са кладом на нози) кроз шуму, Жилин у зору долази у близину руског гарнизона, где га Козаци спасе од татарске потере. Месец касније са откупом спасе и Костилина.

## Фусноте
1. ↑  Данас је то место Грозни
2. ↑  Толстој је Чечене (погрешно) звао Татаре, реч је у ствари о муслиманским горштацима (рус. горцйы)
3. ↑  локални назив ѕа село код Туркијских народа, тако и код Чечена на Кавказу. Аул на Кавказу је био додатно утврђен.

## Попкултура
- Филм „Кавкаски заробљеник” (1975, Георгиј Калатозишвили, Совјетски Савез)
- филм „Кавкаски заробљеник” (1996, Сергеј Бодров, Русија)